# ارمیاس رفیق
ارمیاس رفیق یا تیزروی رفیق (نام علمی: Ermias rafiqi) گونه‌ای سوسمار است که در ایران یافت می‌شود.